# America's Most Wanted (worstelteam)
America's Most Wanted (kortweg AMW) was een professioneel worsteltag team dat bekend was in de Total Nonstop Action Wrestling (TNA). Het team bestond uit "Wildcat" Chris Harris en "Tennessee Cowboy" James Storm. Ze werden managed door Gail Kim.
Het team bekwam een van de bekende tag teams in de TNA-geschiedenis. Het team was in verscheidene vetes betrokken met teams zoals The Disciples of The New Church, The Naturals, Team Canada, 3Live Kru, Triple X en Team 3D.

## In het worstelen
- Finishers
  - Death Sentence (Storm) / Diving leg drop (Harris) combinatie
- Signature moves
  - Bearhug / Running lariat combinatie
  - Leapfrog body guillotine
- Manager
  - Gail Kim
- Entree thema's
  - "Cru" van Dale Oliver
  - "Guilty" van Dale Oliver

## Prestaties
- Frontier Elite Wrestling
  - FEW Tag Team Championship (1 keer)
- NWA Shockwave
  - NWA Shockwave Tag Team Championship (1 keer)
- Pro Wrestling Illustrated
  - PWI Tag Team of the Year (2004)
- Total Nonstop Action Wrestling
  - NWA World Tag Team Championship (6 keer)
  - Asylum Alliance Tag Team Tournament (2003)
  - Match of the Year (2004) vs. Christopher Daniels en Elix Skipper op Turning Point
  - Tag Team of the Year (2003–2004)
- Wrestling Observer Newsletter awards
  - Tag Team of the Year (2005)